# Cissus bauerlenii
Cissus bauerlenii är en vinväxtart som beskrevs av Jules Émile Planchon. Cissus bauerlenii ingår i släktet Cissus och familjen vinväxter. Inga underarter finns listade i Catalogue of Life.